# Dreifaltigkeitssäule (Deutschkreutz)

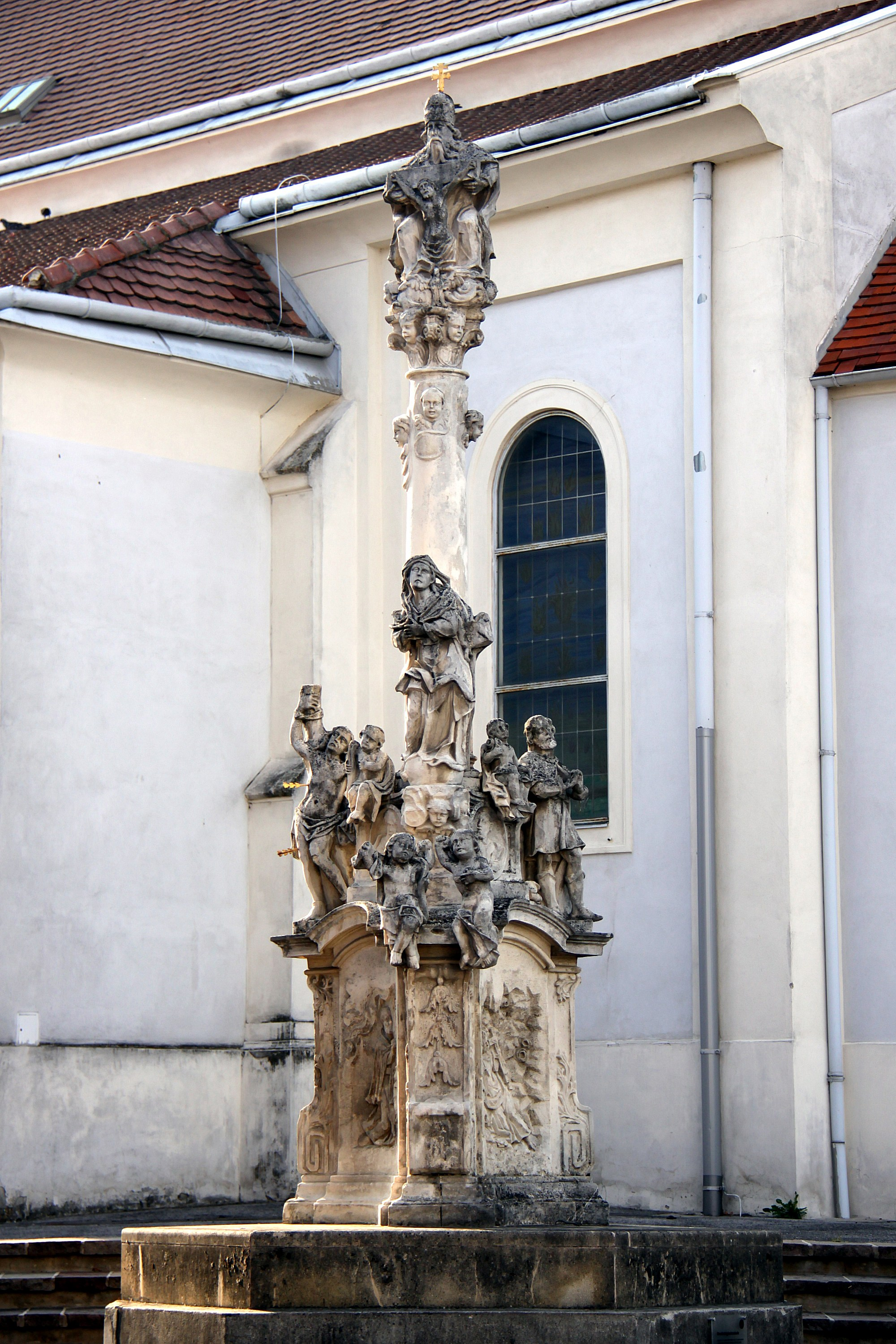
Dreifaltigkeitssäule in Deutschkreutz

Die Dreifaltigkeitssäule (auch: Pestsäule) steht an der Hauptstraße in Deutschkreutz im burgenländischen Bezirk Oberpullendorf. Sie steht unter Denkmalschutz.

## Geschichte
Die Dreifaltigkeitssäule stammt aus der ersten Hälfte des 18. Jahrhunderts und wurde wahrscheinlich im Zusammenhang mit einer Pestepidemie errichtet.

## Architektur
Die Pestheiligen Rochus und Sebastian sind als Statuen dargestellt. Und Rosalia und Karl Borromäus sind im Sockelrelief dargestellt. Zwischen dem Gnadenstuhl an der Spitze der Dreifaltigkeitssäule und den Statuen der Pestheiligen ist eine Schmerzensmadonna dargestellt. Die Säule ist teilweise kanneliert.